# Proyecto Tronador

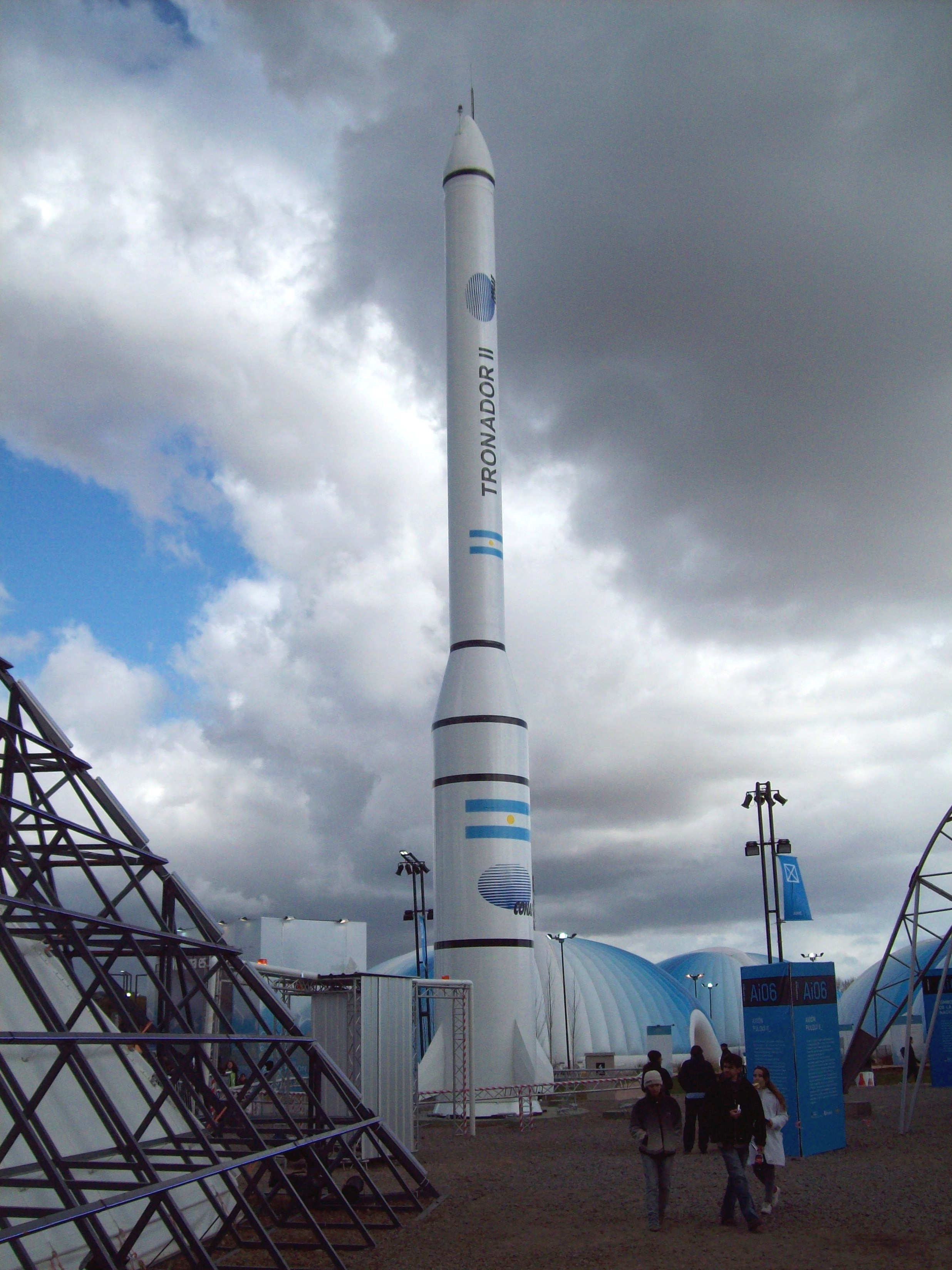
Maqueta del Tronador II en Tecnópolis.

El proyecto Inyector Satelital de Cargas Útiles Livianas (Iscul), también conocido como Tronador, es un programa de una familia de cohetes espaciales desarrollada por la Comisión Nacional de Actividades Espaciales de la Argentina con la participación de la empresa VENG S. A., en el marco del Programa Investigación y Desarrollo de Medios de Acceso al Espacio del Plan Nacional Espacial. Su objetivo es poner en órbita a los satélites de la serie SARE para aplicaciones pacíficas de la observación de la Tierra.
El proyecto consistía originalmente del lanzador Tronador II,  el cual tenía una capacidad para lanzar una carga útil de 250 kg a 600 km en una órbita polar. Dicho lanzador fue cancelado y sustituido por el mayor y más potente Tronador III, teniendo capacidad para un reencendido del motor de la etapa superior lo que le permitirá colocar cargas de 1000 kg a 600 km. A su vez, en el año 2020 se anunció el desarrollo del Vehículo Lanzador Espacial (VLE), una versión menor del Tronador III enfocada en el lanzamiento de satélites pequeños.
Los lanzamientos orbitales se realizaran desde el Centro Espacial Manuel Belgrano, mientras que las pruebas suborbitales se realizan desde el Centro Espacial de Punta Indio.

## Historia y desarrollo
Tras la creación de la CONAE, la agencia realizó unos planes estratégicos denominados "Plan Espacial Nacional" (PEN), en los cuales se determinaría los objetivos de la agencia, principalmente los satelitales. En la revisión de los años 1995-2006 se menciona por primera vez la idea de evaluar la factibilidad de desarrollar un "Vehículo Espacial de Nueva Generación", que finalmente se convertiría en el proyecto Inyector Satelital de Cargas Útiles Livianas.
El 19 de octubre de 1998, se crea por decreto la empresa VENG, quien sería la encargada del desarrollo, producción, operación y mercadotecnia del programa. Durante sus primeros años la empresa se dedicaría a realizar estudios teóricos de la factibilidad del proyecto. Por ese entonces, la CONAE consideró, sin éxito, la posibilidad de inversión privada en la empresa, debido a la falta de inversión estatal.
En febrero de 2007, CONAE y la empresa firmarían el contrato para realizar el proyecto Tronador, y a partir de junio del mismo año, también recibiría fondos estatales. En el año 2014, comenzó la construcción del Centro Espacial de Punta Indio (CEPI) y el Centro Espacial Manuel Belgrano (CEMB). En el CEPI se llevarían a cabo los primeros lanzamientos suborbitales de prototipos del programa.
El 27 de agosto de 2015 es presentado por primera vez el Tronador III, el cual aumentaba las capacidades del Tronador II. Debido a las similitudes entre los lanzadores, la CONAE decidió favorecer el desarrollo del Tronador III y cancelar el lanzador original.
El 15 de julio de 2020, VENG y CONAE anunciaron el desarrollo del Vehículo Lanzador Espacial (VLE), un microlanzador diseñado para probar las bases de desarrollo del Tronador III y aumentar la madurez tecnológica de las operaciones con un menor costo de desarrollo tecnológico e inversión económica, y cubrir el segmento comercial de lanzamiento de satélites pequeños.
El 15 de junio de 2023, el presidente de la Nación, Alberto Fernández visitó en el Centro Espacial de Punta Indio el cierre del prototipo de tanque de la primera etapa del Tronador II, tecnología habilitante que permitirá alcanzar la fabricación final de los tanques estructurales de primera etapa, que cumplen de manera simultánea la función de fuselaje y almacenamiento de los propelentes.

## Variantes

### Tronador II
La primera versión de la familia de lanzadores consistía en un lanzador de dos etapas de unos 28 metros de altura y unos 2.5 metros de ancho, con un peso en vacío de alrededor de 5.1 toneladas y lleno de 67 toneladas, con capacidad de poner 250 kilogramos de carga útil en una órbita polar a 600 kilómetros.

### Tronador III
Tronador III es la tercera etapa del proyecto de desarrollo de lanzadera espacial o cohete de transporte argentino a cargo de la Comisión Nacional de Actividades Espaciales (CONAE), organismo gubernamental responsable del Plan Nacional Espacial de Argentina. Fue presentado el jueves 27 de agosto de 2015 en el Hotel Panamericano de la Ciudad Autónoma de Buenos Aires durante el seminario de Ciencia, Tecnología e Innovación «Del Crecimiento al Desarrollo», organizado por la Fundación Desarrollo Argentino (DAR).
Se prevé que el Tronador III, a diferencia del Tronador II, tenga una carga de 1000 kg a órbita baja terrestre y la capacidad de reencendido de la segunda etapa.

#### Historia
El Tronador III fue presentado el jueves 27 de agosto de 2015 en el Hotel Panamericano de la Ciudad Autónoma de Buenos Aires durante el seminario "Del Crecimiento al Desarrollo" presentado por Conrado F. Varotto donde, además de presentar misiones satelitales, presentó el Tronador III. Varotto afirmó que el Tronador III "estará listo unos meses después del Tronador II, ya que es muy similar, pero podrá llevar 1000 kg de carga a órbita polar LEO". Reveló asimismo que estos vectores cuentan con un desarrollo de componentes nacionales del 92%.

#### Características
El Tronador III comparte el mismo diámetro del Tronador II (2,5 metros) pero la altura del Tronador III se verá incrementada en 6 metros (34 metros en total). Su peso vacío será de 6,6 toneladas, mientras que el mismo con carga completa de combustible será de 89 toneladas, pudiendo situar una carga útil de 1000 kg en órbita LEO polar a 600 km de altura y contará con capacidad de reencender la segunda etapa. Al igual que el Tronador II, posee dos etapas, la primera compuesta por 4 motores de 30 toneladas de empuje cada uno, alimentados con RP-1, y una segunda etapa dotada con un motor hipergólico de metilhidrazina y tetraóxido de dinitrógeno. Su peso en vacío es de 6,675 toneladas, mientras que al momento del despegue tendrá un peso de 90 toneladas.

### Vehículo Lanzador Espacial
El VLE utilizará el mismo combustible que el Tronador III, la primera etapa estará propulsada por los motores Karut que poseen 2,5 toneladas de empuje. Dichos motores son fabricados mediante impresión 3D.

## Instalaciones

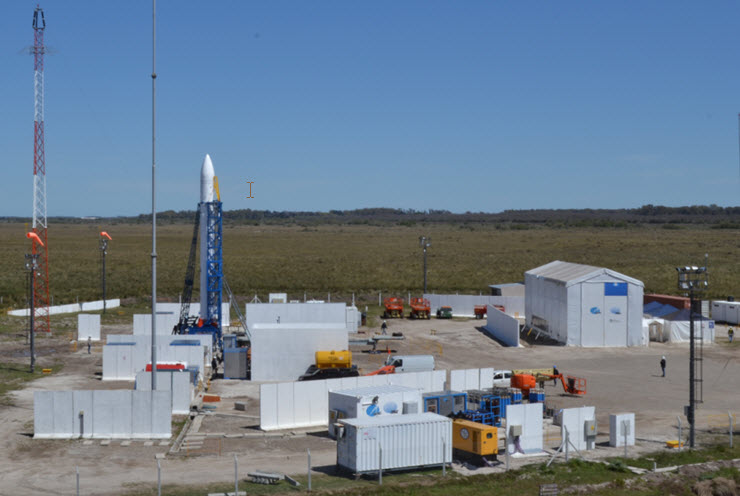
Prototipo VEx-5A en la rampa de lanzamiento del Centro Espacial de Punta Indio

### Centro Espacial de Punta Indio
El Centro Espacial de Punta Indio se encuentra ubicado en la localidad de Pipinas. Desde el centro se realizaron los lanzamientos suborbitales de los prototipos VEx, posee también banco de pruebas para motores, una fábrica de estructuras y un taller de integración.

### Centro Espacial Manuel Belgrano
El Centro Espacial Manuel Belgrano se encuentra próximo a Bahía Blanca, en terrenos que pertenecían anteriormente a la Base Naval Puerto Belgrano. Será la base para los lanzamientos orbitales del programa, junto con el área de integración final del lanzador y una estación terrena para realizar el seguimiento del lanzador.

### Estación Terrena Tierra del Fuego
La Estación Terrena Tierra del Fuego recibirá la telemetría y datos del lanzador durante la última etapa del vuelo, previo a la inyección de órbita, a su vez será el primer punto de contacto con los satélites desplegados.

### Centro Espacial Teófilo Tabanera
Desde el Centro Espacial Teófilo Tabanera ubicado en la Provincia de Córdoba se lleva a cabo las tareas de operación, monitoreo y control de la Estación Terrena Tierra del Fuego. A su vez posee un banco de pruebas donde se realizaron ensayos de los motores de los lanzadores.

## Lanzamientos
La metodología elegida por la CONAE para el desarrollo de los lanzadores es hacerlo a partir de una serie de vehículos experimentales, denominados VEx, que permiten probar varios subsistemas a costo reducido, antes de incorporarlos al lanzador final. Con ello se adquiere experiencia tanto en los subsistemas como en las operaciones. Hasta el momento se han realizado tres lanzamientos de la serie VEx. El VEx-1A fue lanzado el 26 de febrero de 2014, pero el sistema de anclaje de la rampa de lanzamiento impidió tener un lanzamiento limpio. El 15 de agosto de 2014 se realizó el lanzamiento del VEx-1B, el cual permitió ensayar en vuelo el sistema de navegación, guiado y control, entre otros sistemas del vehículo. El 20 de abril de 2017 se llevó a cabo el lanzamiento del VEx-5A, pero tras seis segundos de vuelo se interrumpió por falla técnica el suministro de propelentes al motor.